# Ministère des Affaires religieuses et des Wakfs
Pour les articles homonymes, voir Ministère des Affaires religieuses.
Le ministère des Affaires religieuses et des Waqfs (arabe : وزارة الشؤون الدينية والأوقاف), abrégé en MARW, est un ministère du gouvernement algérien. Le ministère a son siège à El Magharia, Alger.

## Historique
Avant 1965 existait le ministère des Habous (législation religieuse de la propriété foncière). Le « Ministère de l'Enseignement originel et des Affaires religieuses » est fondé le 10 juillet 1965, par le décret 65-182. Le 8 mars 1979, il prend le nom de « Ministère des Affaires religieuses ». Le 26 août 2000, il devient « Ministère des Affaires religieuses et des Waqf ». Waqf est synonyme en arabe du terme maghrébin Habous.
En 2014, Mohamed Aïssa prône un islam nationaliste et modéré, en opposition aux mouvements extrémistes qui se diffusent via le Web, sur les chaînes satellitaires, et à travers les prêches d'imams autoproclamés. La guerre civile des années 1990 entre islamistes et autorités politiques, qui a causé au moins 200 000 morts, avait par ailleurs déjà conduit à créer la fonction de mourchidate, qui relève du ministère, afin de lutter contre la radicalisation religieuse,.
Courant 2017, le ministère publie trois arrêtés visant à encadrer la dénomination des mosquées et les prières obligatoires. Le ministère publie également un décret exécutif qui fixe les conditions d'autorisation d'édition du Coran. Selon ce décret, le ministère centralise et autorise toutes les demandes de publication du Coran en Algérie. Début 2018, le ministère se déclare enclin à former les imams algériens en Belgique. En avril 2018, Mohamed Aïssa dénonce un complot impliquant l'investissement de millions de dollars étrangers et l'infiltration de services secrets étrangers dans le pays pour créer des zones religieuses marginalisées, autonomes, et de fait instrumentalisables dans l'effritement de la partition de l'État-nation.

## Missions
Le ministère des Affaires religieuses et des Wakfs centralise et autorise toutes les demandes de publication du Coran en Algérie.
Le comité des croissants lunaires du ministère des Affaires religieuses et des Wakfs est la seule autorité compétente en Algérie à fixer le début des mois lunaires.
Le ministère coordonne également la logistique pour les fidèles algériens souhaitant effectuer le Hajj.

## Organisation
L'actuel ministre des Affaires religieuses est Youcef Belmehdi, en fonction depuis le 1er avril 2019 depuis le gouvernement Bedoui.

## Liste des ministres
| Début             | Fin              | Ministre                    | Gouvernement |
| ----------------- | ---------------- | --------------------------- | --- |
| 27 septembre 1962 | 2 décembre 1964  | Ahmed Taoufik El Madani     | Gouvernement Ben Bella I Gouvernement Ben Bella II |
| 2 décembre 1964   | 10 juillet 1965  | Tedjini Haddam              | Gouvernement Ben Bella III Gouvernement Boumédiène I |
| 10 juillet 1965   | 1er juin 1970    | Larbi Saadouni              | Gouvernement Boumédiène II |
| 1er juin 1970     | 8 mars 1979      | Mouloud Kacem Naît Belkacem | Gouvernement Boumédiène II Gouvernement Boumédiène III Gouvernement Boumédiène IV |
| 8 mars 1979       | 15 juillet 1980  | Boualem Baki                | Gouvernement Abdelghani I |
| 15 juillet 1980   | 18 février 1986  | Abderrahmane Chibane        | Gouvernement Abdelghani II Gouvernement Abdelghani III Gouvernement Brahimi I |
| 18 février 1986   | 9 septembre 1989 | Boualem Baki                | Gouvernement Brahimi II Gouvernement Merbah |
| 9 septembre 1989  | 4 juin 1991      | Said Chibane                | Gouvernement Hamrouche |
| 18 juin 1991      | 22 février 1992  | M'Hamed Benredouane         | Gouvernement Ghozali I Gouvernement Ghozali II |
| 22 février 1992   | 21 août 1993     | Sassi Lamouri               | Gouvernement Ghozali III Gouvernement Abdesslam |
| 21 août 1993      | 11 avril 1994    | Abdelhafid Amokrane         | Gouvernement Malek |
| 15 avril 1994     | 31 décembre 1995 | Sassi Lamouri               | Gouvernement Sifi I Gouvernement Sifi II |
| 31 décembre 1995  | 10 juin 1997     | Ahmed Merani                | Gouvernement Ouyahia I |
| 24 juin 1997      | 29 avril 2014    | Bouabdellah Ghlamallah      | Gouvernement Ouyahiha II Gouvernement Hamdani Gouvernement Benbitour Gouvernement Benflis I Gouvernement Benflis II Gouvernement Benflis III Gouvernement Ouyahia III Gouvernement Ouyahia IV Gouvernement Ouyahia V Gouvernement Belkhadem I Gouvernement Belkhadem II Gouvernement Ouyahia VI Gouvernement Ouyahia VII Gouvernement Ouyahia VIII Gouvernement Ouyahia IX Gouvernement Abdelmalek Sellal I Gouvernement Abdelmalek Sellal (2) |
| 29 avril 2014     | 1er avril 2019   | Mohamed Aïssa               | Gouvernement Abdelmalek Sellal (3) Gouvernement Abdelmalek Sellal (4) Tebboune Ouyahia X |
| 1er avril 2019    | en cours         | Youcef Belmehdi             | Bedoui Djerad I, II et III Benabderrahmane Larbaoui I et II |